# Tocama
Tocama  es un género de coleópteros escarabeidos.

## Especies
- Tocama albidiventris	(Fairmaire 1889)
- Tocama atra	Keith 2006
- Tocama formosana	(Yu, Kobayashi & Chu 1998)
- Tocama hebeica	Keith & Sabatinelli 2012
- Tocama laevipennis	(Blanchard 1851)
- Tocama laosensis	Li & Keith 2012
- Tocama procera	Li & Keith 2012
- Tocama rubiginosa	(Fairmaire 1889)
- Tocama siamensis	Keith 2006
- Tocama tonkinensis	(Moser 1913)